# Curling na Zimskih olimpijskih igrah 2018 - mešane ekipe
Curling na Zimskih olimpijskih igrah 2018 - tekmovanje v mešanih dvojicah (moški in ženska). Tekmovanje bo potekalo v Gangneung Curling Centru od 8. do 13. februarja 2018.

## Države
| Kanada                                                       | Kitajska                                | Finska                                    | Norveška                                          |
| ------------------------------------------------------------ | --------------------------------------- | ----------------------------------------- | ------------------------------------------------- |
| Ženska: Kaitlyn Lawes Moški: John Morris                     | Ženska: Wang Rui Moški:Ba Dexin         | Ženska: Oona Kauste Moški: Tomi Rantamäki | Ženska:Kristin Skaslien Moški: Magnus Nedregotten |
| Olimpijski športniki iz Rusije (7)                           | Južna Koreja                            | Švica                                     | ZDA                                               |
| Ženska: Anastasia Bryzgalova Moški: Alexander Krushelnitskiy | Ženska: Jang Hye-ji Moški: Lee Ki-jeong | Ženska: Jenny Perret Moški: Martin Rios   | Ženska: Rebecca Hamilton Moški:Matt Hamilton      |